# Liste der Bodendenkmäler in Winkelhaid (gemeindefreies Gebiet)
Auf dieser Seite sind die Bodendenkmäler in dem mittelfränkischen gemeindefreien Gebiet Winkelhaid zusammengestellt. Diese Tabelle ist eine Teilliste der Liste der Bodendenkmäler in Bayern. Grundlage ist die Bayerische Denkmalliste, die auf Basis des Bayerischen Denkmalschutzgesetzes vom 1. Oktober 1973 erstmals erstellt wurde und seither durch das Bayerische Landesamt für Denkmalpflege geführt wird. Die folgenden Angaben ersetzen nicht die rechtsverbindliche Auskunft der Denkmalschutzbehörde.

Mit dem Stand vom 3. Juli 2018 sind drei Bodendenkmäler vom gemeindefreien Gebiet Winkelhaid in der Bayerischen Denkmalliste eingetragen.

## Liste der Bodendenkmäler
| Lage                                                                             | Objekt | Akten-Nr.     | Bild           |
| -------------------------------------------------------------------------------- | --- | ------------- | -------------- |
| Leinburg, Winkelhaid (gemeindefreies Gebiet) (Standort)                          | Freilandstation des Mesolithikums und Siedlung der späten Latènezeit                                              | D-5-6534-0095 |                |
| Fischbach (gemeindefreies Gebiet), Winkelhaid (gemeindefreies Gebiet) (Standort) | Teilstücke des im Spätmittelalter durch die Reichsstadt Nürnberg angelegten künstlichen gefütterten Wassergrabens | D-5-6533-0133 | weitere Bilder |
| Winkelhaid (gemeindefreies Gebiet) (Standort)                                    | Wolfsgrube | D-5-6534-0224 | weitere Bilder |
| Winkelhaid (gemeindefreies Gebiet) (Standort)                                    | Mittelalterlicher Turmhügel                                                                                       | D-5-6533-0129 |                |